# Мауль, Альфред
Альфред Мауль (нем. Alfred Maul; 13 апреля 1828, Мишель, Великое герцогство Гессен — 12 октября 1907, Карлсруэ) — немецкий теоретик гимнастики, спортивный педагог и журналист.

## Биография
С 1846 года посещал гимнастический клуб в Дармштадте. В 1853 поступил в университет, где изучал математику и естественные науки. В 1856 получил место преподавателя в Базеле, где обратил на себя внимание многочисленными статьями на тему преподавания спорта в учебных заведениях, при этом, не делая различия между гимнастикой для мальчиков и девочек, что было необычный для того времени.
В апреле 1869 был назначен директором вновь созданного училища по подготовке учителей физкультуры. В то же время стал председателем гимнастического клуба Карлсруэ.
Из-за франко-германской войны, спортивное педагогическое училище было закрыто в июле 1870 и превращено в госпиталь. Мауль был назначен его руководителем.
Повторное открытие училища состоялось летом 1871 года. Мауль совершил ознакомительные поездки за рубеж, где знакомился с опытом физического воспитания в школах и тренажерных залах, продолжил свою журналистскую деятельность.
С 1876 проводил в Бадене семинары с учителями физкультуры, с целью дальнейшего развития системы школьного спортивного обучения.
В 1887—1895 был председателем немецкого гимнастического общества.
Умер в 1907 году.

## Память

медаль Альфреда Мауля

За заслуги Альфреду Маулю был поставлен памятник в Карлсруэ, работы скульптора К. Мёста, торжественно открытый 11 апреля 1911 года в присутствии великого герцога Фридриха II. Памятник был расплавлен во время Второй мировой войны, цоколь сохранялся вплоть до 1960-х годов и пропал позже (как и многое другое) в связи с прекращением поддержки двора.
В память о создателе школьной гимнастики, многолетнего директора спортивного педагогического училище в Карлсруэ, Министерство культуры и образования Германии по случаю 100-летия со дня рождения Альфреда Мауля в 1928 году учредило памятную медаль, для награждения студентов отличившихся в области спорта.

## Главные труды
- «Die Freiübungen und ihre Anwendung im Turnunterricht» (Дармштадт, 1862),
- «Anleitung für den Turnunterricht in Knabenschulen» (Карлсруэ, 1888—1893),
- «Die Turnübungen d. Mädchen» (Карлсруэ, 1885—1892),
- «Turnübungen am Keck, Barren, Pferd und Schaukelringen für Oberklassen und Turnvereine» (Карлсруэ, 1888).